# Гремячий Лог

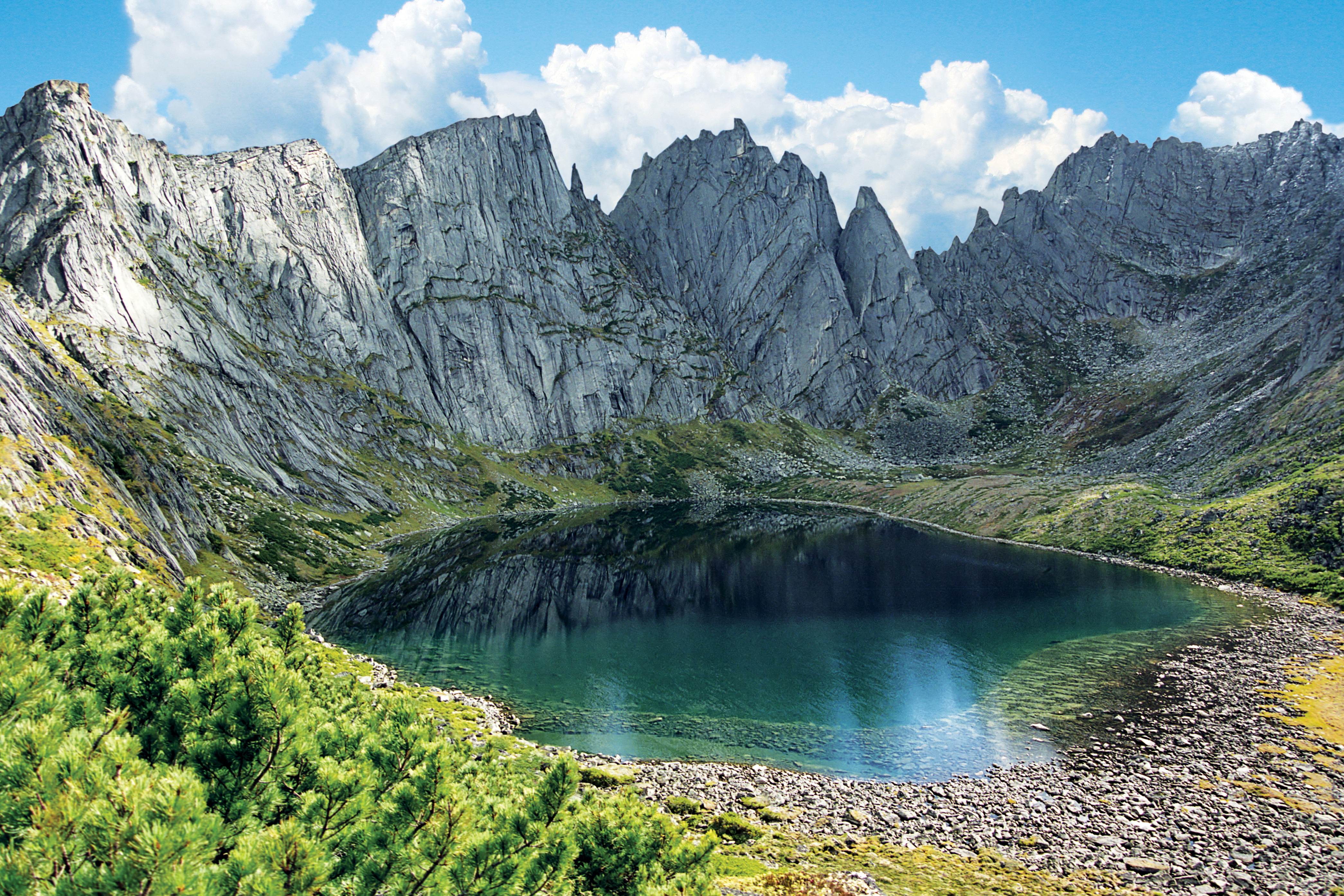
Достопримечательности горного лагеря Гремячий Лог

Горный лагерь Гремячий Лог — автономное сезонное спортивное экологическое туристское мероприятие, проходящее в горах хребта Дуссе-Алинь Хингано-Буреинского нагорья на западе Хабаровского края. Длительность одной смены лагеря составляет около 10 дней.

## Общая информация
Горный лагерь расположен в одноимённом горном цирке хребта Дуссе-Алинь, в истоках реки Гремячий Лог, правого притока реки Нилан, муниципального района имени Полины Осипенко. Мероприятие является официальным маршрутом государственного природного заповедника «Буреинский». Данный экологический маршрут создан сотрудниками заповедника и Хабаровской краевой Федерации спортивного туризма. Основная цель маршрута: создание условий к посещению наиболее интересных труднодоступных объектов заповедника ограниченным числом участников, с задачей формирования базовых принципов экологии и бережного обращения к природе и окружающей среде. Горный лагерь официально действует с июня 2015 года и входит в тройку самых интересных маршрутов Хабаровского края. Мероприятие полностью автономно и проходит далеко за пределами населённых пунктов в 87 километрах от села Бриакан. Заброска групп в горный лагерь осуществляется на вертолёте Ми-8 из Бриакана после получения разрешения на посещение заповедника. Максимальная смена горного лагеря 20 человек. Максимальная пропускная способность маршрута в год до 400 туристов. Лучшее время на посещение маршрута — июнь-сентябрь.

## Особенности места положения
Горный лагерь находится в северо восточной части горного хребта Дуссе-Алинь, являющимся вторым в списке «Чудес Хабаровского края», в трёх километрах от северной границы Буреинского заповедника. Расположение горного лагеря за пределами охраняемой территории заповедника минимизирует воздействие негативных факторов туризма на экосистему ООПТ и окружающую природу, а также делает возможным использовать авиатранспорт (вертолеты) без риска нарушения тишины в заповеднике, а также значительно ускоряет доставку групп туристов к месту отдыха. Радиальные маршруты от лагеря разработаны как для неопытных туристов, так и для профессиональных спортсменов, альпинистов.

## Достопримечательности
Основные достопримечательности экомаршрута: водопад Неожиданный, озеро Корбохон, пик Неприступный, пик Чемодан, водопад Платье Невесты, оз. Вороньи Перья, оз. Горное и другие. По данным Управления по туризму Хабаровского края наиболее интересным на данном маршруте является озеро Медвежье, имеющее неофициальное название — «Жемчужина Хабаровского края».